# Отто Ульсон
Отто Емануель Ульсон (швед. Otto Olsson; 19 грудня 1879 — 1 вересня 1964) — шведський органіст, відомий віртуоз свого часу, композитор. 

## Біографія
Отто Ульсон закінчив Королівську вищу музичну школу в Стокгольмі, де його викладачами були Август Лагергрен (орган), Оскар Боландер (фортепіано) та Йозеф Дент (композиція). У двадцятирічному віці він почав кар'єру концертного органіста, а в 1907 році зайняв пост головного органіста церкви Густава Вази в Стокгольмі, де пропрацював майже 50 років. З 1908 року він викладав в Королівській вищій музичній школі в Стокгольмі, а в 1926 році став професором органного виконавства.
Отто Ульсону як музиканту, викладачеві і композитору була найближчою французька музична школа, його французький стиль надав особливий вплив на встановлення багатьох нових органів в Швеції, в плануванні яких він як експерт брав участь.
Серед творів Отто Ульсона — органна, хорова і оркестрова музика. Великою популярністю користується його «Реквієм» соль мінор op. 13 для хору, солістів та оркестру.
Похований на Північному кладовищі  в Стокгольмі.

## Список творів[6]

### Органна музика
- Op. 5 - Мініатюри (1896)
- Op. 14 - Дві органні п'єси (1903, 1905)
- Op. 15 - Симфонія No. 1 мі-бемоль мажор (1902)
- Op. 17 - Три органні п'єси 
  - 1. Урочистий марш соль мінор (1906)
  - 2. Кантилена ми мажор (1908)
  - 3. Пастораль ре мінор (1908)
- Op. 18A - П'ять канонів
- Op. 20 - Сюїта соль мажор (1904)
- Op. 21 - Три органні п'єси (1914) 
  - 1. Entrée
  - 2. Похоронний марш
  - 3. Мініатюра
- Op. 26 - П'ять поділених етюдів (1906)
- Op. 29 - Фантазія і фуга на хорал «Vi love Dig o store Gud» (1909)
- Op. 30 - Григоріанські мелодії (1910) 
  - 1. Creator alme siderum
  - 2. Angelus autem Domini
  - 3. O quot undis lacrimarum
  - 4. Veni Creator Spiritus
  - 5. Vexilla Regis prodeunt
  - 6. Salve Regina
- Op. 36 - Дванадцять органних п'єс на мотив горалу (1908) 
  - 1. Адвент,
  - 2. Різдво
  - 3. Різдво
  - 4. Новий рік
  - 5. Богоявлення
  - 6. День покаяння
  - 7. Страсна п'ятниця
  - 8. Великдень
  - 9. Вознесіння Господнє
  - 10. П'ятидесятниця
  - 11. День Святої Трійці
  - 12. День подяки
- Op. 38 - Соната мі мажор (1909-1910)
- Op. 39 - Прелюдія і фуга No. 1 до-дієз мінор (1910)
- Op. 45 - Три етюди (1910)
- Op. 44 - П'ять тріо (1911)
- Op. 47 - Григоріанські мелодії (1912) 
  - 1. Alma redemptoris mater
  - 2. Iste confessor
  - 3. Haec dies
  - 4. Credo
  - 5. O sacrum convivium
  - 6. Magnificat
- Op. 48 - Варіації на хорал (1913)
- Op. 50 - Симфонія No. 2 «Credo symphoniacum» (1918)
- Op. 52 - Прелюдія і фуга No. 2 фа-дієз мінор (1918)
- Op. 56 - Прелюдія і фуга No. 3 ре-дієз мінор (1935)

Без опусу
- 1897 - Сонатина Ре мажор, Сюїта No. 1 соль мінор
- 1898 
  - Сюїта No. 2 ре мажор
  - Сюїта No. 3 ре мінор
  - Сюїта No. 4 до мінор
  - Andante мі мажор
  - Allegretto ля мінор
  - Хорал сі-бемоль мінор
  - Прелюдія Фа мажор
  - Sonata Pastorale ля мажор
  - Фантазія на хорал № 225
  - Aftonstamning соль мажор
- 1900 - Соната мі мінор
- 1936 - Весільна прелюдія
- Маленька органна фантазія (швед. En liten orgelfantasi)
- Постлюдія «День Різдва»
- Прилади на хорал № 298
- Прилади на хорал № 305

### Фортепіанна музика
- Op. 2 - Чотири фортепіанні п'єси (1898-1901)
- Op. 3 - Різдво (1898-1907, швед. Vid juletid)
- Op. 8 - Шість акварелей (1897-1903)
- Op. 9 - Шість скерцо (1901-1905)
- Op. 34 - Елегійні танці (1905-1908)
- Op. 43 - Альбом (1909, швед. Ur skizzboken)

### Оркестрова музика
- Op. 11 - Симфонія соль мінор (1901-1902)
- Op. 12 - Сюїта для камерного оркестру (1902)
- Op. 19 - Інтродукція та скерцо для фортепіано та оркестру (1905)

### Камерна музика
- Op. 1 - Фортепіанний квінтет ля мажор (1899)
- Op. 4 - Скрипкова соната №1 ре мажор (1899)
- Op. 10 - Струнний квартет №1 соль мажор (1901)
- Op. 22 - Скрипкова соната №2 ре мінор (1905)
- Op. 24 - Романс для скрипки та органу (1910)
- Op. 27 - Струнний квартет №2 соль мажор (1907)
- Op. 58 - Струнний квартет №3 ля мінор (1945-1948)

без опусу
- 1899 - Струнний квартет соль мінор
- 1903 - Струнний квартет сі-бемоль мажор

### Хорова музика
- Op. 13 - Реквієм соль мінор для хору, солістів та оркестру (1903)
- Op. 25 - Te Deum для хору і оркестру (1906)
- Op. 31 - Кантата для солістів, хору і органу
- Op. 33 - «Адвент» для хору і органу (текст Пауля Нільсона)
- Op. 40 - «Ave Maris Stella» для змішаного хору (1912)
- Op. 46 - Кантата на відкриття церкви для солістів, хору і органу (1914)
- Op. 59 - Кантата до 600-річчя приходу св. Марії Магдалини в Стокгольмі для солістів, хору, скрипки та органу (1947)

### Інші твори
- Op. 16 - Сюїта для фісгармонії